# Seleucidis melanoleucus
Seleucidis melanoleucus là một loài chim trong họ Paradisaeidae.